# USS George Bancroft (SSBN-643)
USS George Bancroft (SSBN-643) – amerykański okręt podwodny o napędzie atomowym z okresu zimnej wojny typu Benjamin Franklin, przenoszący pociski SLBM. Wszedł do służby w 1966 roku. Okręt nazwano imieniem polityka George’a Bancrofta, który zajmował stanowisko sekretarza marynarki wojennej (1845-1846). Wycofany ze służby w 1993 roku.

## Historia
Kontrakt na budowę okrętu został przydzielony stoczni Electric Boat w Groton 1 listopada 1962 roku. Rozpoczęcie budowy okrętu nastąpiło 24 sierpnia 1963 roku. Wodowanie miało miejsce 20 marca 1965 roku, wejście do służby 22 stycznia 1966 roku. Po wejściu do służby jego portem macierzystym była baza New London w Groton. Pierwszy patrol rozpoczął 26 lipca 1966 roku . 
„George Bancroft” został wycofany ze służby 21 września 1993 roku, a następnie złomowany w 1998 roku .